# Episodi di Classe 3000 (seconda stagione)
La seconda stagione della serie animata Classe 3000, composta da 15 episodi, è stata trasmessa negli Stati Uniti, da Cartoon Network, dal 7 giugno 2007 al 25 maggio 2008.
In Italia è stata trasmessa su Cartoon Network dal 3 dicembre 2007.
| nº | Titolo originale                    | Titolo italiano                  | Prima TV USA     | Prima TV Italia |
| -- | ----------------------------------- | -------------------------------- | ---------------- | --------------- |
| 1  | Too Cool for School                 | Caccia alla celebrità            | 7 giugno 2007    | 3 dicembre 2007 |
| 2  | Nothin' to It but to Do It          | Ci vuole più a dirlo che a farlo | 14 giugno 2007   | 4 dicembre 2007 |
| 3  | Free Philly                         | Torna a scuola Philly            | 21 giugno 2007   | 5 dicembre 2007 |
| 4  | Tamika and the Beast                | Tamika e la bestia               | 28 giugno 2007   | 6 dicembre 2007 |
| 5  | Safety Last                         | Massima sicurezza                | 5 luglio 2007    | 7 dicembre 2007 |
| 6  | Study Buddies                       | Il parco acquatico               | 12 luglio 2007   |                 |
| 7  | The Cure                            | La cura                          | 31 luglio 2007   |                 |
| 8  | The Class of 3000 Christmas Special |                                  | 30 novembre 2007 |                 |
| 9  | The Class of 3000 Christmas Special |                                  | 30 novembre 2007 |                 |
| 10 | Big Robot on Campus                 | L'idolo della Westley            | 14 dicembre 2007 |                 |
| 11 | Take a Hike!                        | Compagne di sventura             | 14 dicembre 2007 |                 |
| 12 | You Ain't Seen Nothin' Yeti         | Lo yeti                          | 23 maggio 2008   |                 |
| 13 | Vote Sunny                          | Tutti per uno, uno per Sunny     | 23 maggio 2008   |                 |
| 14 | Kam Inc.                            | Lui, lei, l'altro                | 25 maggio 2008   |                 |
| 15 | Two to Tango                        | La coppia scoppia                | 25 maggio 2008   |                 |